# Fortuna liga 2020/2021
Fortuna liga 2020/2021 byl 28. ročník nejvyšší slovenské fotbalové soutěže, pojmenovaný podle sponzora – sázkové kanceláře Fortuna. Soutěže se účastnilo 12 týmů, titul obhajoval Slovan Bratislava, který ho opět získal. Do této sezony nikdo z nižší soutěže nepostoupil ani do ní nesestoupil. Na jaře 2021 sestoupil klub FC Nitra.